# Talaat Yacoub
Talaat Yacoub (en àrab: طلعت يَعْقُوب) (Mandat Britànic de Palestina, dècada de 1940 - Alger, 18 de novembre de 1988) fou un activista polític palestí, membre del Front Popular per a l'Alliberament de Palestina (FPAP), posteriorment del Front Popular per a l'Alliberament de Palestina-Comandament General (FPAP-CG) i, finalment, d'una escissió de l'FPAP-CG liderada per ell mateix.
Entre el desembre de 1969 i el febrer de 1970 realitzà un gira pel Golf Pèrsic i l'Iraq, juntament amb altres companys de l'FPAP com Salah Salah, Rashida Obeida, Salim Issawi i Leila Khaled, amb l'objectiu de promocionar la causa i recaptar fons per a l'organització. Alguns comentaristes afirmaren que, durant la fira, el FPAP rebé una gran donació econòmica de la família reial d'Abu Dhabi.
El 25 de març de 1985, Khalid al-Fahum anuncià la creació d'una coalició de faccions palestines anomenada Front de Salvació Nacional Palestí, i que estigué formada per l'FPAP, FPAP-CG, as-Sa'iqa, FLPP.
Morí el 18 de novembre de 1988 a la ciutat d'Alguer d'un infart miocardíac, estant al càrrec de la secretaria general de la facció. A partir d'aleshores el substituí Yusuf Muqtah, més conegut pel nom de guerra Abu Nidal Ashqar.